# كارين روبي
كارين روبي (بالفرنسية: Karine Ruby)‏ هي متزلجة فرنسية، ولدت في 4 يناير 1978 في بونوفيل، هوت سافوا في فرنسا، وتوفيت في 29 مايو 2009 في مون بلان في فرنسا.

## وصلات خارجية
- كارين روبي على موقع الاتحاد الدولي للتزلج (ركوب لوح الثلج) (الإنجليزية)
- كارين روبي على موقع اللجنة الأولمبية الدولية (الإنجليزية)
- كارين روبي على موقع أوليمبيديا (الإنجليزية)